# Skedvitmossa
Skedvitmossa (Sphagnum platyphyllum) är en bladmossart som beskrevs av Warnstorf 1884. Enligt Catalogue of Life ingår Skedvitmossa i släktet vitmossor och familjen Sphagnaceae, men enligt Dyntaxa är tillhörigheten istället släktet vitmossor och familjen Sphagnaceae. Arten är reproducerande i Sverige. Inga underarter finns listade i Catalogue of Life.